# Råneå kyrka
Råneå kyrka är en kyrkobyggnad som tillhör Råneå församling i Luleå stift. Den ligger i Råneå i Luleå kommun.

## Gamla kyrkobyggnaden
I samband med att Råneå blev ett eget kapellag inom Nederluleå socken uppfördes Sankt Pers kapell mellan åren 1642 och 1646. Kapellet flyttades åt sidan när den nya kyrkan uppfördes. När kyrkobygget var klart revs den gamla kyrkan. Från den gamla kyrkan flyttades kyrkorgeln, klockorna, silvret och textilierna till den nya kyrkan.

## Nya kyrkobyggnaden
Kyrkan är ritad av Johan Fredrik Åbom och är en gulmålad tvärhuskyrka med sakristia, altare och torn i mittaxeln. Kyrkan byggdes 1854-57 och ersatte 1600-talskapellet.

### Förändringar och restaureringar
- 1928 installerades elvärme.
- 1930 installerades ljus.
- Mellan 1956 och 1957 utfördes en omfattande restaurering enligt arkitekter Einar Lundbergs och Bengt Romares ritningar. Kyrkan fick därmed 600 platser på nedre plan och 300 på läktaren. Även predikstolen fick en ny plats.
- 2000–2001 sker reparationer och ombyggnationer. Bland annat fick kyrkan en handikappramp.
- 2004 Förgyllningsarbeten på inventarier.
- 2007 Installerades fjärrvärme.

## Kyrkogården
Väster om kyrkan ligger den gamla kyrkogården, inramad av en låg stenmur med ett fåtal gravvårdar kvar. Kyrkogården togs ur bruk på 1890-talet.

## Inventarier
- En altarskulptur från 1957 av skulptören Erik Sand med motiv från uppenbarelseboken. Över skulpturen en rundbåge dekorerad med änglahuvuden. Bågen är uppburen av två kolonner. Bågen och kolonnerna är från 1700-talet och tillskrivs Hans Biskop.
- Kormatta Nejlikan grön från 1957 i röllakansteknik, komponerad av Barbro Nilsson och vävd i Märta Måås-Fjetterströms ateljé i Båstad.
- På norra långväggen hänger ett krucifix i trä från 1700-talet av okänd mästare.
- En förminskad kopia av Bertel Thorvaldsens kristusskulptur (140 cm).
- Dopfunt av röd sandsten från 1655-1656. Dopfunten har åtta fält med figurer i relief, tre med änglahuvuden vända mot altaret, och fem med voluter.
- Mässhake i rubinröd sammet med granatäpplemönster. Mässhaken har tillverkats i Danzig och dateras till 1400-talet.

### Orgel
- 1765 byggde Carl Wåhlström en orgel med 10 stämmor och bihängd pedal.[3]

## Kyrkstad
Invid kyrkan ligger Råneå kyrkstad, en kyrkstad med tio bevarade kyrkstugor.